# Paratjärnarna (Hotagens socken, Jämtland, 711602-145369)
Paratjärnarna är en sjö i Krokoms kommun i Jämtland och ingår i Ångermanälvens huvudavrinningsområde. Sjön har en area på 0,0598 kvadratkilometer och ligger 515,7 meter över havet. Paratjärnarna ligger i Gråberget-Hotagsfjällen Natura 2000-område. Sjön avvattnas av vattendraget Luvkullvattenån.

## Delavrinningsområde
Paratjärnarna ingår i det delavrinningsområde (711565-145381) som SMHI kallar för Ovan 711834-145363. Medelhöjden är 564 meter över havet och ytan är 15,66 kvadratkilometer. Det finns inga avrinningsområden uppströms utan avrinningsområdet är högsta punkten. Luvkullvattenån som avvattnar avrinningsområdet har biflödesordning 4, vilket innebär att vattnet flödar genom totalt 4 vattendrag innan det når havet efter 280 kilometer. Avrinningsområdet består mestadels av skog (87 procent) och sankmarker (12 procent). Avrinningsområdet har 0,13 kvadratkilometer vattenytor vilket ger det en sjöprocent på 0,8 procent.